# 高勲
高 勲（こう くん、生年不詳 - 978年）は、遼（契丹）の政治家・軍人。字は鼎臣。

## 経歴
後晋の北平王高信韜（高万興の子）の子として生まれた。後晋に仕えて閤門使となった。会同9年（946年）、杜重威とともに契丹に降伏した。太宗が開封に入ると、四方館使に任じられた。権貴との交際を好み、大臣の下で勤勉に働いて、多くの推挙を受けた。
天禄元年（947年）、南院枢密使となり、総漢軍事をつとめた。天禄5年（951年）、北漢の劉崇が冊封を求めてきたため、高勲は世宗の命を受けて劉崇を大漢神武皇帝とする冊礼使をつとめた。応暦初年、趙王に封じられ、上京留守として出向した。まもなく南京留守に転じた。応暦13年（963年）、北宋が益津に築城しようとしたので、高勲は上書してこれを妨害するよう願い出た。穆宗は高勲の上奏どおりにしたため、北宋は築城できなかった。応暦17年（967年）、宋軍が益津関の地を攻略しようとしたので、高勲はこれを撃破し、知南院枢密事となった。応暦19年（969年）、景宗が即位すると、擁立の功績により、秦王に進んだ。
保寧年間、南京析津府の管内は遊閑地が多かったので、高勲が開墾を願い出たところ、景宗は許可しようとした。しかし林牙の耶律昆宣が高勲の上奏には謀反の意図があると告発したため、景宗は疑って許可しなかった。まもなく高勲は南院枢密使に転じた。毒薬で駙馬都尉の蕭啜里を害そうとしたことが発覚して、銅州に流された。
保寧10年（978年）、尚書令の蕭思温を殺害しようとしたとして処刑され、資産は没収されて蕭思温の家に入れられた。

## 伝記資料
- 『遼史』巻85 列伝第15